# Lijst van rijksmonumenten in Utrecht (stad)/Achter St.-Pieter
De stad Utrecht telt in totaal 1.402 inschrijvingen in het rijksmonumentenregister. De Achter St.-Pieter in het centrum telt 16 rijksmonumenten. Hieronder een overzicht.
| Object                                                                                   | Oorspronkelijke functie?  | Bouwjaar                  | Architect                                               | Locatie                | Coördinaten?                | Nr.?  | Afbeelding        |
| ---------------------------------------------------------------------------------------- | ------------------------- | ------------------------- | ------------------------------------------------------- | ---------------------- | --------------------------- | ----- | ----------------- |
| Pand met gevel met rechte kroonlijst                                                     | Woonhuis                  | 17e eeuw                  |                                                         | Achter Sint Pieter 5   | 52° 5' 31" NB, 5° 7' 22" OL | 35984 | Meer afbeeldingen |
| Pand met gepleisterde gevel met rechte kroonlijst, in flauwe bocht gelegen               | Woonhuis                  | 17e eeuw (oorsprong)      |                                                         | Achter Sint Pieter 7   | 52° 5' 31" NB, 5° 7' 23" OL | 35985 | Meer afbeeldingen |
| Stallen                                                                                  | Transport                 |                           |                                                         | Achter Sint Pieter 9   | 52° 5' 30" NB, 5° 7' 23" OL | 35986 | Meer afbeeldingen |
| Hoog statig huis met rechte kroonlijst                                                   | Woonhuis                  |                           |                                                         | Achter Sint Pieter 11  | 52° 5' 30" NB, 5° 7' 23" OL | 35987 | Meer afbeeldingen |
| Hoekhuis voetuisstraat                                                                   | Handel en kantoor         | 17e eeuw                  |                                                         | Achter Sint Pieter 13  | 52° 5' 30" NB, 5° 7' 24" OL | 35988 | Meer afbeeldingen |
| Pand met lijstgevel                                                                      | Woonhuis                  | 18e eeuw                  |                                                         | Achter Sint Pieter 19  | 52° 5' 28" NB, 5° 7' 24" OL | 35989 | Meer afbeeldingen |
| Pand met gepleisterde gevel met rechte getande kroonlijst                                | Woonhuis                  | 18e-19e eeuw              |                                                         | Achter Sint Pieter 21  | 52° 5' 28" NB, 5° 7' 24" OL | 35990 | Meer afbeeldingen |
| Natuurstenen poortje met beeldhouwwerk, oorspronkelijk behorende bij de Haveloozenschool | Straatmeubilair           | 17e eeuw                  |                                                         | Achter Sint Pieter 27  | 52° 5' 27" NB, 5° 7' 25" OL | 35991 | Meer afbeeldingen |
| Claustraal huis van de immuniteit van Sint Pieter                                        | Woonhuis                  | late middeleeuwen         |                                                         | Achter Sint Pieter 4   | 52° 5' 31" NB, 5° 7' 21" OL | 35992 | Meer afbeeldingen |
| De Krakeling                                                                             | Woonhuis                  | 1663                      |                                                         | Achter Sint Pieter 50  | 52° 5' 31" NB, 5° 7' 23" OL | 35993 | Meer afbeeldingen |
| Statig huis met lange rechte kroonlijst                                                  | Woonhuis                  | 18e eeuw                  |                                                         | Achter Sint Pieter 80  | 52° 5' 31" NB, 5° 7' 24" OL | 35994 | Meer afbeeldingen |
| De Havelozeschool                                                                        | Woonhuis                  | 18e eeuw (roedeverdeling) |                                                         | Achter Sint Pieter 140 | 52° 5' 28" NB, 5° 7' 25" OL | 35995 | Meer afbeeldingen |
| Pand met gepleisterde lijstgevel                                                         | Woonhuis                  | 18e eeuw                  |                                                         | Achter Sint Pieter 160 | 52° 5' 28" NB, 5° 7' 25" OL | 35996 | Meer afbeeldingen |
| 'Het notarishuis'                                                                        | Handel en kantoor         | 17e/18e eeuw              |                                                         | Achter Sint Pieter 180 | 52° 5' 28" NB, 5° 7' 25" OL | 35997 | Meer afbeeldingen |
| 'Provinciaal bestuur'                                                                    | Bestuursgebouw en onderdl | 1650, circa               | Ghijsbert Theunisz. van Vianen/ Peter Jansz. van Cooten | Achter Sint Pieter 200 | 52° 5' 27" NB, 5° 7' 26" OL | 35998 | Meer afbeeldingen |
| 'Klein Paushuize'                                                                        | Kasteel, buitenplaats     | midden 17e eeuw           |                                                         | Achter Sint Pieter 220 | 52° 5' 26" NB, 5° 7' 26" OL | 35999 | Meer afbeeldingen |